# Ginnaste - Vite parallele
Ginnaste - Vite parallele è un programma televisivo italiano, in forma di docu-reality, in onda dal 2011 al 2016 su MTV.

## Il programma

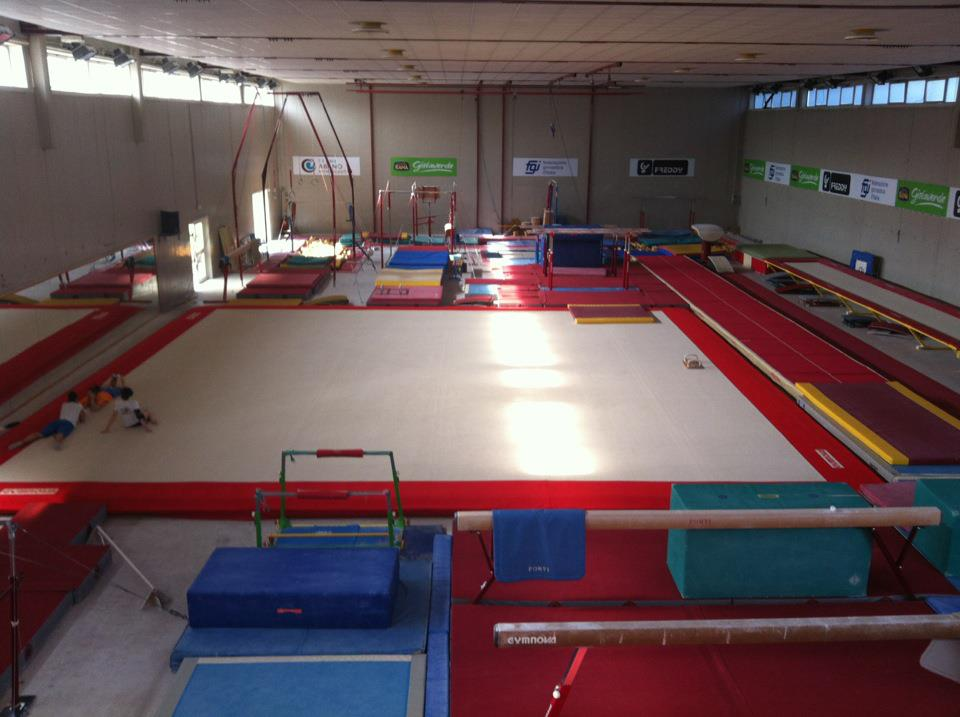
Il Centro Tecnico Federale della FGI a Milano

La serie, ideata da Ilaria Bernardini e Lorenzo Mieli, racconta le vicende delle ginnaste che si allenano nel Centro Tecnico Federale (ora Accademia di Ginnastica) "Guglielmetti" di via Ovada a Milano, tra lunghi e faticosi allenamenti con i tecnici Claudia Ferrè e Paolo Bucci, gare internazionali, selezioni, amicizie e impegni scolastici.

### Prima stagione
Nella prima stagione viene mostrata la preparazione per i campionati mondiali di Tokyo 2011. Il programma viene trasmesso per la prima volta il 15 ottobre 2011 con una maratona speciale delle prime sei puntate. Le protagoniste della stagione sono Carlotta Ferlito, Elisabetta Preziosa, Alessia Scantamburlo, Giulia Leni, Eleonora Rando, Jessica Mattoni e Sara Ricciardi, affiancate dalla squadra maschile, composta da Nicola Bartolini, Filippo Landini, Marco Sarrugerio e Ludovico Edalli.

### Seconda stagione
Il 23 marzo 2012 la serie viene confermata per una seconda stagione, trasmessa a partire dal 14 maggio in quattro puntate; le ginnaste sono alle prese con la preparazione per le Olimpiadi di Londra 2012, passando per varie competizioni come il Trofeo Città di Jesolo o i Campionati italiani assoluti di ginnastica artistica 2012 a Catania. Protagoniste della stagione sono Carlotta Ferlito, Elisabetta Preziosa, Serena Licchetta, Emily Armi, Francesca Deagostini e Sara Ricciardi, affiancate dalla squadra maschile, composta da Nicola Bartolini, Filippo Landini, Marco Sarrugerio, Ludovico Edalli, Luca Garza e Lorenzo D'Anna.

### Terza stagione
Il 20 marzo 2013 viene annunciato il proseguimento del programma per una terza stagione, viste le numerose richieste e l'enorme successo del format. Le prime riprese sono state effettuate il 22 marzo 2013, in occasione del Trofeo Città di Jesolo, e le puntate sono state trasmesse da maggio dello stesso anno. Le protagoniste annunciate sono Carlotta Ferlito, Elisabetta Preziosa, Francesca Deagostini, Elisa Meneghini, Sara Barri, Alessia Praz, affiancate dalla squadra maschile composta da Nicola Bartolini, Filippo Landini, Marco Sarrugerio, Ludovico Edalli, Luca Garza, Lorenzo D'Anna, Andrea Cingolani e Tommaso De Vecchis. Le puntate trasmesse a maggio mostrano la preparazione per la finale del campionato di Serie A1 2013 e per gli Europei di Mosca 2013. La seconda parte della terza stagione, in onda in autunno, mostra la preparazione degli atleti in vista dei Mondiali del 2013 ad Anversa, passando per altre competizioni come i Campionati italiani assoluti di ginnastica artistica 2013 ad Ancona o i XVII Giochi del Mediterraneo a Mersin.

### Quarta stagione
La prima puntata è andata in onda lunedì 9 marzo 2015. Le protagoniste sono Elisa Meneghini, Alessia Praz, Sophia Campana che si allenano a Lissone. Elisabetta Preziosa si ritira nel 2014 dopo un intervento alle ginocchia e diventa allenatrice. A Milano Francesca Deagostini continua ad allenarsi con Paolo.

### Quinta stagione
Ginnaste, vite parallele: Road To Brazil.
Giovedì 14 e Giovedì 21 luglio 2016 due serate evento in vista delle Olimpiadi di Rio 2016.

## Critiche e controversie
Il programma è stato criticato da una determinata parte dell'ambiente ginnico italiano, sostenendo che esso enfatizzi o lasci intendere rivalità e situazioni critiche che in realtà non esistono o sono minime; che l'aspetto tecnico della ginnastica sia trascurato o stravolto proprio per dare più spazio ad un ritmo più incalzante.
Spesso è stata sollevata anche l'accusa che la presenza delle telecamere durante alcuni giorni di allenamento e gare potesse distrarre le ginnaste della Nazionale Italiana dal loro compito o intralciare lo svolgimento di un'attività di alto livello. Né Vanessa Ferrari né l'allenatore della Brixia e della Nazionale Enrico Casella hanno acconsentito a concedere la liberatoria sull'uso della propria immagine ad MTV, dichiarando di volersi concentrare esclusivamente sulla preparazione sportiva senza distrazioni, e cercando anche di essere coinvolti e comparire il meno possibile.

## Curiosità
Il programma ha dato vita ad altri format simili come Calciatori - Giovani speranze e Ballerini - Dietro il sipario.